# Grand prix Québecor du Festival international de la poésie
Le grand prix Québecor du Festival international de la poésie est un prix d’excellence décerné annuellement, dans le cadre du Festival international de la poésie de Trois-Rivières, à un poète canadien pour une œuvre de poésie récente écrite en français.

## Information sur le prix
Le grand prix du Festival international de la poésie a été créé en 1984 afin de rendre hommage à Gatien Lapointe pour la haute qualité de son œuvre et souligner son influence en poésie.
Le prix est remis au moment de l'ouverture officielle du Festival international de la poésie de Trois-Rivières qui a lieu en octobre de chaque année, à Trois-Rivières.

## Description du prix
- une bourse de 10 000 $ offerte par Québecor;
- une bourse de 5 000 $ offerte par le Festival;
- une invitation à participer au Festival international de la poésie de Trois-Rivières.

## Les critères d’éligibilité au prix
- être de citoyenneté canadienne ;
- avoir déjà publié trois ouvrages de poésie chez un éditeur reconnu ;
- soumettre une œuvre de poésie écrite en français qui est
  - un manuscrit d'au moins 48 pages, dactylographié à double interligne, ne faisant l'objet d'aucun contrat avec un éditeur ;
  - ou un livre publié au cours des 12 mois qui précèdent le 31 mars de l’année en cours[1].

## Le jury
Pour l'attribution du prix de 2015, le jury était composé des poètes Anne Peyrouse, Gérald Gaudet et Stéphane Despatie.

## Les lauréats et les lauréates
- 1985 : Michel Beaulieu pour Kaléidoscope (Éditions du Noroît)
- 1986 : Normand de Bellefeuille pour Catégoriques un deux et trois (Écrits des Forges)
- 1987 : André Roy pour L'Accélérateur d'intensité (Écrits des Forges)
- 1988 : Pierre Morency pour Quand nous serons (Éditions de l'Hexagone)
- 1989 : Nicole Brossard pour Installations (Écrits des Forges) et À tout regard (BQ)
- 1990 : François Charron pour La beauté des visages ne pèse pas sur la terre (Écrits des Forges)
- 1991 : Denise Desautels pour Leçons de Venise (Éditions du Noroît)
- 1992 : Renaud Longchamps pour Décimations: la fin des mammifères... (Écrits des Forges)
- 1993 : Louise Dupré pour Noir déjà (Éditions du Noroît)
- 1994 : Jean-Marc Desgent pour Ce que je suis devant personne (Écrits des Forges)
- 1995 : André Brochu pour Delà (Éditions du Noroît)
- 1996 : Serge Patrice Thibodeau pour Nous, l'étranger (Écrits des Forges) et Le quatuor de l'errance (Éditions de l'Hexagone)
- 1997 : Claude Beausoleil pour Grand hôtel des étrangers et Quatre échos de l'obscur (Écrits des Forges)
- 1998 : Paul Chanel Malenfant pour Fleuves (Éditions du Noroît)
- 1999 : Nicole Brossard pour Au présent des veines (Écrits des Forges) et Le musée de la chair et de l'os (Éditions du Noroît)
- 2000 : Joël Des Rosiers pour Vétiver (Éditions Triptyque)
- 2001 : Roger Desroches pour Nuit, penser (Éditions de l'Hexagone)
- 2002 : Élise Turcotte pour Sombre ménagerie (Éditions du Noroît)
- 2003 : Pierre Nepveu pour Lettres aérienne (Éditions du Noroît)
- 2004 : Claude Beausoleil pour Lecture des éblouissements (Écrits des Forges)
- 2005 : Jean-Marc Desgent pour Vingtièmes siècles (Écrits des Forges)
- 2006 : Marcel Labine pour Le Pas gagné (Éditions Les Herbes Rouges)
- 2007 : Pierre Ouellet pour Dépositions (Éditions Le Noroît)
- 2008 : Louis-Philippe Hébert pour Le livre des plages (Les Herbes rouges)
- 2009 : Jean-Paul Daoust pour Le Vitrail brisé (Écrits des Forges)
- 2010 : Francis Catalano pour Qu’une lueur des lieux (Éditions de l'Hexagone)
- 2011 : Louise Dupré pour Plus haut que les flammes (Éditions du Noroît)
- 2012 : Normand de Bellefeuille pour Mon bruit (Éditions du Noroît)
- 2013 : Marcel Labine pour Le Tombeau où nous courons (Les Herbes rouges)
- 2014 : Denise Desautels pour Sans toi, je n’aurais pas regardé si haut (Éditions du Noroît)
- 2015 : Roger Des Roches pour Le corps encaisse (Les Herbes rouges)
- 2016 : Carole David pour L'année de ma disparition (Les Herbes rouges)
- 2017 : Denise Boucher pour Boite d’images (Éditions de l’Hexagone)
- 2018 : France Théorêt pour Cruauté du jeu (Écrits des Forges)
- 2019 : Monique Deland pour J'ignore combien j'ai d'enfants (Éditions du Noroît)
- 2020 : Martine Audet pour La société des cendres suivi de Des lames entières (Éditions du Noroît) et Jean-Philippe Bergeron pour États et abîmes (Éditions Poètes de brousse)
- 2021 : Hugues Corriveau pour Jardin-cendre (Éditions du Passage)
- 2022 : Paul Chanel Malenfant pour Chambres d’échos (Éditions du Noroît)
- 2023 : Paul Bélanger pour Traverses (Éditions du Noroît)
- 2024 : Diane Régimbald pour Elle voudrait l'ailleurs encore (Éditions du Noroît) et Annie Lafleur pour Puberté (Le Quartanier)[2]